# Militaire Wereldkampioenschappen voetbal
De Militaire Wereldkampioenschappen voetbal worden sinds 1946 gehouden en worden sinds 1949 georganiseerd door de Internationale Militaire Sportraad (CISM). Het is een toernooi voor nationale selecties van strijdkrachten. De officiële namen zijn CISM World Football Trophy en CISM Women's World Football Cup . Het toernooi werd aanvankelijk alleen gehouden voor mannenteams. Sinds 2016 wordt er ook een toernooi voor vrouwenteams gehouden.

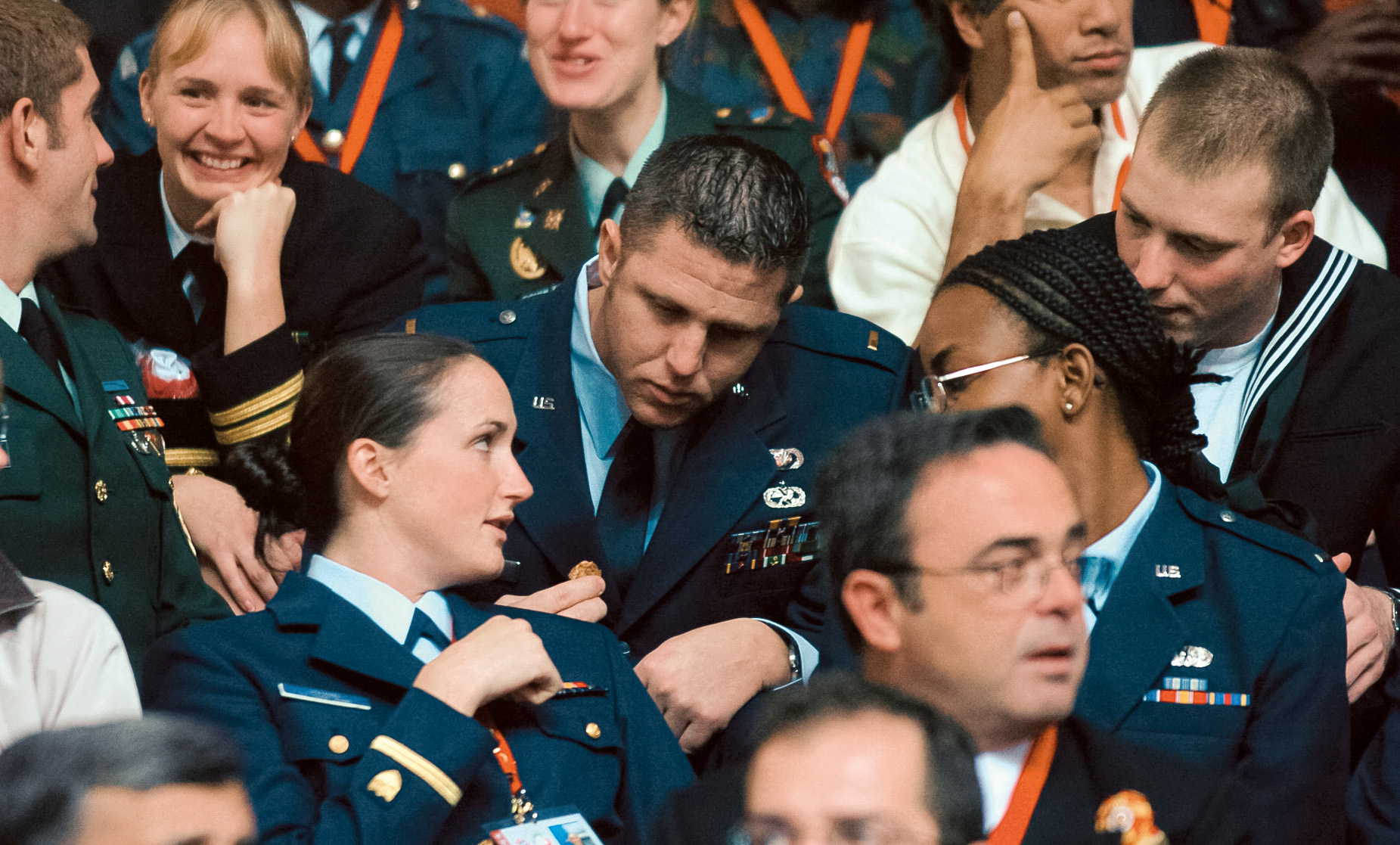
Publiek tijdens de militaire wereldkampioenschappen voetbal in Catania (2003)

## Geschiedenis
De herencompetitie werd van 1946 tot 1969 elk jaar gehouden en vanaf 1972 om de twee jaar, op enkele uitzonderingen na. Het herentoernooi bereikte zijn hoogtepunt wat betreft het aantal deelnemers tussen midden jaren zestig en eind jaren zeventig. Sinds 1995 is het Militaire Wereldkampioenschap voetbal geïntegreerd in de Militaire Wereldspelen, die om de vier jaar plaatsvinden. Daarnaast was er tot 2005 ook twee jaar na elke Wereldspelen een losstaand toernooi. Van 2001 tot 2005 was de naam World Military Cup .
Sinds 2013 wordt de CISM World Football Trophy elke vier jaar parallel aan het voetbaltoernooi van de Militaire Wereldspelen gehouden. Het huidige systeem is vergelijkbaar met de relatie tussen het WK voetbal en het Olympisch voetbaltoernooi. Daarom tellen sinds 2013 de gouden medaillewinnaars van het voetbal op de Militaire Wereldspelen niet langer als militaire wereldkampioenen voetbal, maar alleen de winnaars van de CISM World Football Trophy. 
Vanaf 2001 wordt er ook een Militair Wereldkampioenschap voetbal voor vrouwen gehouden, dat ook werd geïntegreerd in de militaire wereldspelen vanaf 2007, maar daarna afzonderlijk werd gehouden. In 2016 werd de eerste CISM Women's World Football Cup gehouden, dus het systeem is nu hetzelfde als voor mannen.
Er worden kwalificatietoernooien gehouden in Europa, het Amerikaanse continent, Azië en Afrika. Het kwalificatietoernooi in Europa wordt georganiseerd door CISM Europe.

## De toernooien in vogelvlucht

### Mannen (totaal)
| Jaar  | Gastheer            | aantal deelnemers | Finale              | Finale           | Finale            | Wedstrijd om de 3e plaats | Wedstrijd om de 3e plaats | Wedstrijd om de 3e plaats    |
| Jaar  | Gastheer            | aantal deelnemers | Winnaar             | Uitslag          | Finalist          | 3e plaats                 | Uitslag                   | 4e plaats                    |
| ----- | ------------------- | ----------------- | ------------------- | ---------------- | ----------------- | ------------------------- | ------------------------- | ---------------------------- |
| 1946  | Praag               | 11                | Verenigd Koninkrijk | n.b.             | Tsjecho-Slowakije | België                    | n.b.                      | n.b.                         |
| 1947  | Hannover            | 9                 | België              | poulesysteem     | Nederland         | Denemarken                | poulesysteem              |                              |
| 1948  | Kopenhagen          | 8                 | Frankrijk           | n.b.             | België            | Denemarken                | n.b.                      | Luxemburg                    |
| 1949  | Lille/Parijs        | 5                 | Frankrijk           | 3-1              | Turkije           | België                    | 3-1                       | Nederland                    |
| 1950  | Den Haag            | 7                 | Italië              | 2-1              | België            | Frankrijk                 | 4-4                       | Nederland                    |
| 1951  | Cairo               | 6                 | Italië              | 3-1              | Egypte            | Frankrijk                 | 3-1                       | België                       |
| 1952  | Athene              | 6                 | Griekenland         | 3-2              | België            | Nederland                 | 1-0                       | Turkije                      |
| 1953  | Ankara/Istanbul     | 7                 | België              | poulesysteem     | Turkije           | Griekenland               |                           | 3e plaats van finalegroep    |
| 1954  | Brussel             | 10                | België              | 5-1              | Turkije           | Portugal                  | 1-0                       | Frankrijk                    |
| 1955  | Rome                | 12                | Turkije             | poulesysteem     | Italië            | Egypte                    | poulesysteem              | Nederland                    |
| 1956  | Lissabon            | 9                 | Italië              | poulesysteem     | Portugal          | Egypte                    |                           | Turkije                      |
| 1957  | Buenos Aires        | 13                | Frankrijk           | poulesysteem     | Argentinië        | Italië                    |                           | Brazilië                     |
| 1958  | Lissabon            | 11                | Portugal            | 2-1              | Frankrijk         | Nederland                 | 4-3                       | België                       |
| 1959  | Florence            | 11                | Italië              | poulesysteem     | Portugal          | Frankrijk                 |                           |                              |
| 1960  | Oran                | 9                 | België              | poulesysteem     | Turkije           | Griekenland               |                           | Frankrijk                    |
| 1961  | Ankara              | n.b.              | Turkije             | poulesysteem     | Griekenland       | Frankrijk                 |                           | Nederland                    |
| 1962  | Seoul               | 13                | Griekenland         | 3-1/1-2          | Zuid-Korea        | Turkije                   | n.b.                      | n.b.                         |
| 1963  | Athene/Thessaloniki | 10                | Griekenland         | poulesysteem     | België            | Frankrijk, Turkije        |                           |                              |
| 1964  | Ankara/Istanbul     | 16                | Frankrijk           | poulesysteem     | Turkije           | Duitsland, Nederland      |                           |                              |
| 1965  | Madrid              | 18                | Spanje              | n.b.             | Turkije           | Marokko                   | n.b.                      | België                       |
| 1966  | Rabat               | 14                | Turkije             | 2-1/0-0          | Marokko           | (b)Nederland, Spanje      |                           |                              |
| 1967  | Brussel             | 15                | Turkije             | poulesysteem     | België            | (b)Marokko, Nederland     |                           |                              |
| 1968  | Bagdad              | 18                | Griekenland         | n.b.             | Turkije           | (b)Nederland, Spanje      |                           |                              |
| 1969  | Athene              | 13                | Griekenland         | niet gespeeld    | Algerië           | Iran                      | 1:1                       | Zuid-Korea                   |
| 1972  | Bagdad              | 16                | Irak                | poulesysteem     | Italië            | Griekenland               |                           | Turkije                      |
| 1973  | Brazzaville         | 16                | Italië              | poulesysteem     | Irak              | Koeweit                   |                           | Congo                        |
| 1975  | Hagen               | 21                | Duitsland           | 1-0              | Nederland         | Koeweit                   | 6:5 n.v.                  | Kameroen                     |
| 1977  | Damaskus            | 27                | Irak                | 0-0 n.v. 5-4 p   | Koeweit           | Italië                    | 3:1 n.v.                  | Frankrijk                    |
| 1979  | Koeweit             | 27                | Irak                | 0-0 n.v. 4-3 p   | Italië            | Koeweit                   | 3:1                       | Oostenrijk                   |
| 1981  | Doha                | 17                | Koeweit             | 1-0              | Qatar             | Syrië                     | 2:0                       | Frankrijk                    |
| 1983  | Koeweit             | 20                | Koeweit             | 2-0              | België            | n.b.                      | n.b.                      | n.b.                         |
| 1987  | Arezzo              | n.b.              | Italië              | 2-0              | Duitsland         | Egypte                    | 4:1                       | België                       |
| 1989  | Caserta             | n.b.              | Italië              | 3-0              | Marokko           | België                    | 1-0                       | Verenigde Arabische Emiraten |
| 1991  | Arnhem/Apeldoorn    | 14                | Italië              | 3-3 n.v. 5-4 p   | Duitsland         | Turkije                   | 1-0                       | Frankrijk                    |
| 1993  | Rabat               | 12                | Egypte              | 3-2 n.v.         | Marokko           | Duitsland                 | 3-0                       | Frankrijk                    |
| 1995* | Rome                | 8                 | Frankrijk           | 1-0              | Iran              | Zuid-Korea                | 1-0                       | Cyprus                       |
| 1997  | Teheran             | 12                | Griekenland         | 1:0              | Italië            | Frankrijk                 | 3-2 n.v.                  | Burkina Faso                 |
| 1999* | Zagreb              | 8                 | Egypte              | 3-3 5-4 p.       | Griekenland       | Kroatië                   | 2-0                       | Duitsland                    |
| 2001  | Cairo               | 11                | Egypte              | 3-0              | Griekenland       | Noord-Korea               | 5-0                       | Guinee                       |
| 2003* | Catania             | 8                 | Noord-Korea         | 3-2              | Egypte            | Italië                    | 3-2                       | Litouwen                     |
| 2005  | Warendorf           | 9                 | Egypte              | 1-0              | Algerije          | Qatar                     | 3-1                       | Duitsland                    |
| 2007* | Hyderabad           | 8                 | Egypte              | 2-0              | Kameroen          | Noord-Korea               | 2-0                       | Qatar                        |
| 2011* | Rio de Janeiro      | 8                 | Algerije            | 1-0              | Egypte            | Brazilië                  | 1-0 n.v.                  | Qatar                        |
| 2013  | Baku                | 16                | Irak                | 3-2              | Oman              | Ivoorkust                 | 1-0                       | Azerbaidjan                  |
| 2015* | Mungyeong           | 8                 | Algerije            | 2-0              | Oman              | Zuid-Korea                | 3-2                       | Egypte                       |
| 2017  | Oman                | 16                | Qatar               | 0-0 n.v. (1-4 p) | Oman              | Syrië                     | 2-2 n.v. (6-5 p)          | Egypte                       |
| 2019* | Wuhan               | 8                 | Bahrein             | 3-1              | Qatar             | Algerije                  | 4-0                       | Noord-Korea                  |

### Vrouwen
| jaar  | Plaats                | Deelnemers | Finale                         | Finale                         | Finale                         | Wedstrijd om de derde plaats   | Wedstrijd om de derde plaats   | Wedstrijd om de derde plaats   |
| jaar  | Plaats                | Deelnemers | winnaar                        | Resultaat                      | finalist                       | 3e plaats                      | Resultaat                      | 4e plaats                      |
| ----- | --------------------- | ---------- | ------------------------------ | ------------------------------ | ------------------------------ | ------------------------------ | ------------------------------ | ------------------------------ |
| 2001  | Nederland             | 4          | Duitsland                      | poulesysteem                   | Nederland                      | Engeland                       |                                | Canada                         |
| 2002  | Kingston              | 4          | Verenigde Staten               | 1-0                            | Duitsland                      | Nederland                      | 4-0                            | Canada                         |
| 2003  | Warendorf             | 4          | Duitsland                      | 7-3                            | Nederland                      | Verenigde Staten               | 1-0                            | Canada                         |
| 2004  | Newport News          | n. b.      | Nederland                      | 3-0 n. v.                      | Duitsland                      | Verenigde Staten               | 3-1                            | Canada                         |
| 2006  | Assen                 | 6          | Nederland                      | 2-0                            | Verenigde Staten               | Duitsland                      | 6-4 n.v.                       | Frankrijk                      |
| 2007* | Hyderabad             |            | Noord-Korea                    | 5-0                            | Duitsland                      | Frankrijk                      | 1-0                            | Nederland                      |
| 2008  | Ede                   | 7          | Duitsland                      | 3-0                            | Frankrijk                      | Nederland                      | 2-1                            | Zuid-Korea                     |
| 2009  | Biloxi                | 7          | Brazilië                       | 1-0                            | Zuid-Korea                     | Nederland                      | 2-1                            | Frankrijk                      |
| 2010  | Cherbourg-O.          | 8          | Brazilië                       | 1-0                            | Zuid-Korea                     | Frankrijk                      | 2-1                            | Nederland                      |
| 2011* | Rio de Janeiro        | 8          | Brazilië                       | 5-0                            | Duitsland                      | Nederland                      | 2-0                            | Frankrijk                      |
| 2012  | Warendorf             | 8          | Duitsland                      | 1-0                            | Zuid-Korea                     | Brazilië                       | 2-0                            | Frankrijk                      |
| 2015* | Mungyeong             | 8          | Brazilië                       | 2-1 n.v.                       | Frankrijk                      | Zuid-Korea                     | 3-0                            | Nederland                      |
| 2016  | Bretagne              | 8          | Frankrijk                      | 2-1                            | Brazilië                       | Zuid-Korea                     | 3-3 4-3 p                      | Kameroen                       |
| 2018  | Fort Bliss            | 8          | Brazilië                       | 3-2                            | Zuid-Korea                     | China                          | 3-1                            | Frankrijk                      |
| 2019* | Wuhan                 | 8          | Noord-Korea                    | 2-1                            | China                          | Brazilië                       | 3-1                            | Zuid-Korea                     |
| 2020  | Yaoundé               | 8          | Om financiële redenen afgelast | Om financiële redenen afgelast | Om financiële redenen afgelast | Om financiële redenen afgelast | Om financiële redenen afgelast | Om financiële redenen afgelast |
| 2022  | Spokane               | 10         | Frankrijk                      | 2-1                            | Kameroen                       | Verenigde Staten               | 3-1                            | Zuid-Korea                     |
| 2023  | Bunschoten-Spakenburg | 11         | Zuid-Korea                     | 1-0                            | Frankrijk                      | Kameroen                       | 4-0                            | Nederland                      |

- n.v.: na verlenging.
- p. : strafschoppen

- 1995,1999, 2003, 2007, 2011, 2015 en 2019: Toernooi gehouden in het kader van de Militaire Wereldspelen